# Medina Eisa
Medina Eisa, född 3 januari 2005, är en etiopisk friidrottare som tävlar i långdistanslöpning.

## Karriär
Eisa tog guld på 5 000 meter vid junior-VM 2022. Vid de Afrikanska spelen 2023 tog hon guld på samma distans.